# Ливно (община)
Община Ливно (босн. и хорв. Opština Livno, серб. Општина Ливно) — боснийская община, расположенная в юго-западной части Федерации Боснии и Герцеговины. Административным центром является город Ливно.

## География
Община Ливно граничит со следующими боснийскими общинами: Босанско-Грахово, Гламоч, Купрес и Томиславград. Также у неё есть граница с Хорватией. Площадь общины Ливно составляет 994 км². Ливно является административным центром всей общины и столицей кантона.
Наиболее крупной по площади равниной является именно Ливаньская равнина: с юга от неё располагаются горы Динара и Камешница, к востоку — Тушница, к северу — Цинцар, к западу — Шатор. Площадь этой равнины составляет 405 км² (чуть меньше половины территории общины).

## Население
По данным переписи населения 1991 года, в общине проживали 40600 человек из 59 населённых пунктов. По оценке на 2009 год, население составляет 32013 человек.